# Нью-Йоркский хардкор
Нью-Йоркский хардкор (также известный как NYHC) — хардкор-сцена, созданная в Нью-Йорке и музыкальная субкультура. Нью-Йоркский хардкор вышел из хардкор-сцены Вашингтона групп Bad Brains (первая хардкор-группа восточного побережья) и Minor Threat. Получив локальную известность, Нью-Йоркский хардкор, в итоге, получил всемирное признание с небольшим попаданием в мейнстрим, но преимущественно оставаясь в андеграунде, в основном в Европе и Соединённых Штатах. Несмотря на историю длиной в 30 лет, некоторые ранние группы до сих пор активны (Sick of It All, Agnostic Front, Nihilistics and Murphy’s Law).

## История
Начиная с середины до конца 70х родиной панк-рока спорно считался город Нью-Йорк с Ramones. Пока новое поколение панков зарождалось в Вашингтоне и Калифорнии, в Нью-Йорке ничего не происходило. Некоторые группы, как The Mad и The Stimulators пошли в новом направлении. Эти группы также были тесно связаны с Minor Threat. В начале 80х была создана группа Agnostic Front, которая стала одним из основателей Нью-йоркского хардкора и, спорно, является самым главным представителем сцены. Примерно в то же время, термин «хардкор» вместо «панк-рока» применялся к таким группам, как Cro-Mags, Murphy's Law и Warzone, в итоге, заложившие основы Нью-йоркского хардкора. Роджер Мирет из Agnostic Front сказал:  Мы стали применять термин 'hardcore', потому что мы хотели отделиться от панк-сцены Нью-Йорка, которая была в то время ...
Мы были более сложными детьми, живущими на улице. У него был более жёсткий край. Ранняя сцена была также запечатлена в подборке New York Thrash.